# Hofrichter

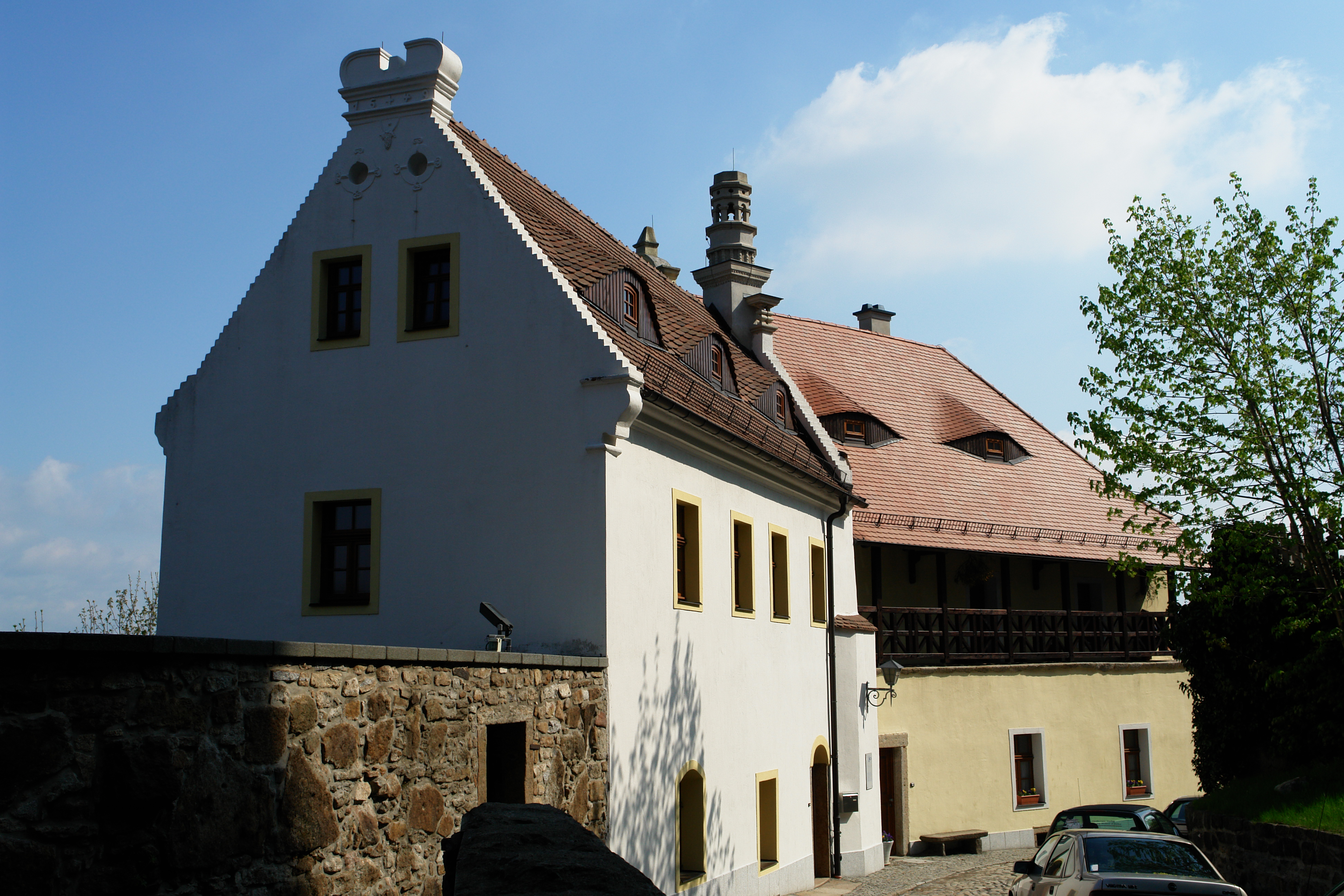
Hofrichterhaus, Ortenburg Bautzen

Der Hofrichter war ein Richter an einem Hofgericht im Mittelalter und in der Frühen Neuzeit.

## Funktionen
Die Hofrichter wurden vom jeweiligen Landesherrn, am Reichsgericht vom Kaiser  berufen. Sie konnten sich in einigen Fällen von Statthalter vertreten lassen.
Die Hofrichter sprachen als oberste Instanz Recht (obere Gerichtsbarkeit) in folgenden Fällen:
- Gläubiger konnten gegen säumige Schuldner klagen, das Hofgericht konnte Schuldner ächten und dem Gläubiger den Besitz des Schuldners zuweisen. Das Hofgericht ächtete zuweilen auch ganze Städte.
- Das Hofgericht war Berufungsinstanz, unzufriedene Parteien aus Landgerichtsprozessen konnten beim Hofgericht Berufung einlegten.
- Das Hofgericht hatte notarielle Funktion, es beurkundete Verträge der freiwilligen Gerichtsbarkeit. Vermögende Bürger und Adlige ließen vom Hofgericht ihre Testamente, Erbverträge, Kaufverträge, Tauschverträge und Schenkungen beurkunden. Besonders im 14. und 15. Jahrhundert stand das Hofgericht für seine notarielle Funktion in hohem Ansehen.

Ein Beispiel für ein Hofrichterhaus findet sich auf der Ortenburg in Bautzen mit dem noch erhaltenen Schornstein aus der Spätrenaissance. Dieses Gebäude wurde zeitweilig als Gefängnis genutzt.